# 와다 다쿠야
와다 다쿠야(일본어: 和田 拓也, 1990년 7월 28일 ~ )는 일본의 축구 선수이다. 현재 J1리그의 요코하마 FC에서 뛰고 있다.

## 구단 경력
그는 2009년부터 J리그의 도쿄 베르디, 베갈타 센다이, 오미야 아르디자, 산프레체 히로시마, 요코하마 F. 마리노스, 요코하마 FC에서 뛰었다.